# Tarucus sybaris
The Dotted Blue (Tarucus sybaris) là một loài bướm ngày thuộc họ Bướm xanh. Nó được tìm thấy ở miền nam Africa.
Sải cánh dài 22–26 mm đối với con đực và 20–27 mm đối với con cái. Con trưởng thành bay quanh năm, nhiều nhất vào từ tháng 11 đến tháng 3.
Ấu trùng ăn Ziziphus species, bao gồm Ziziphus zeyheriana và Ziziphus mucronata.

## Phụ loài
- Tarucus sybaris sybaris (South Africa (East Cape, KwaZulu-Natal, miền đông Orange Free State, Gauteng, Mpumalanga, Limpopo Province và North West Province), Mozambique, Zimbabwe, Zambia, Malawi)
- Tarucus sybaris linearis (Aurivillius, 1924) (North Cape, miền tây Orange Free State, Namibia, Angola, Botswana)

## Hình ảnh

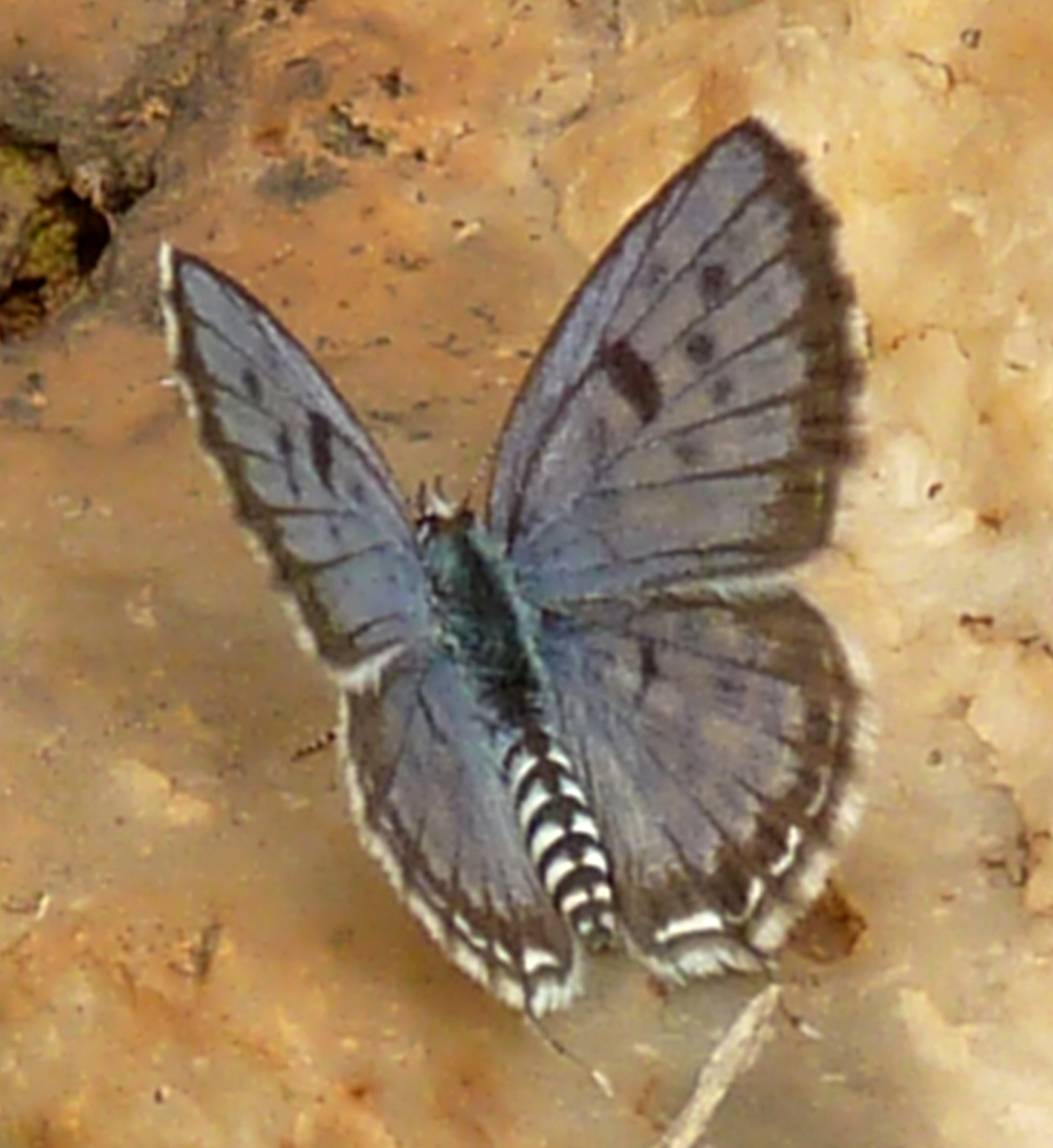
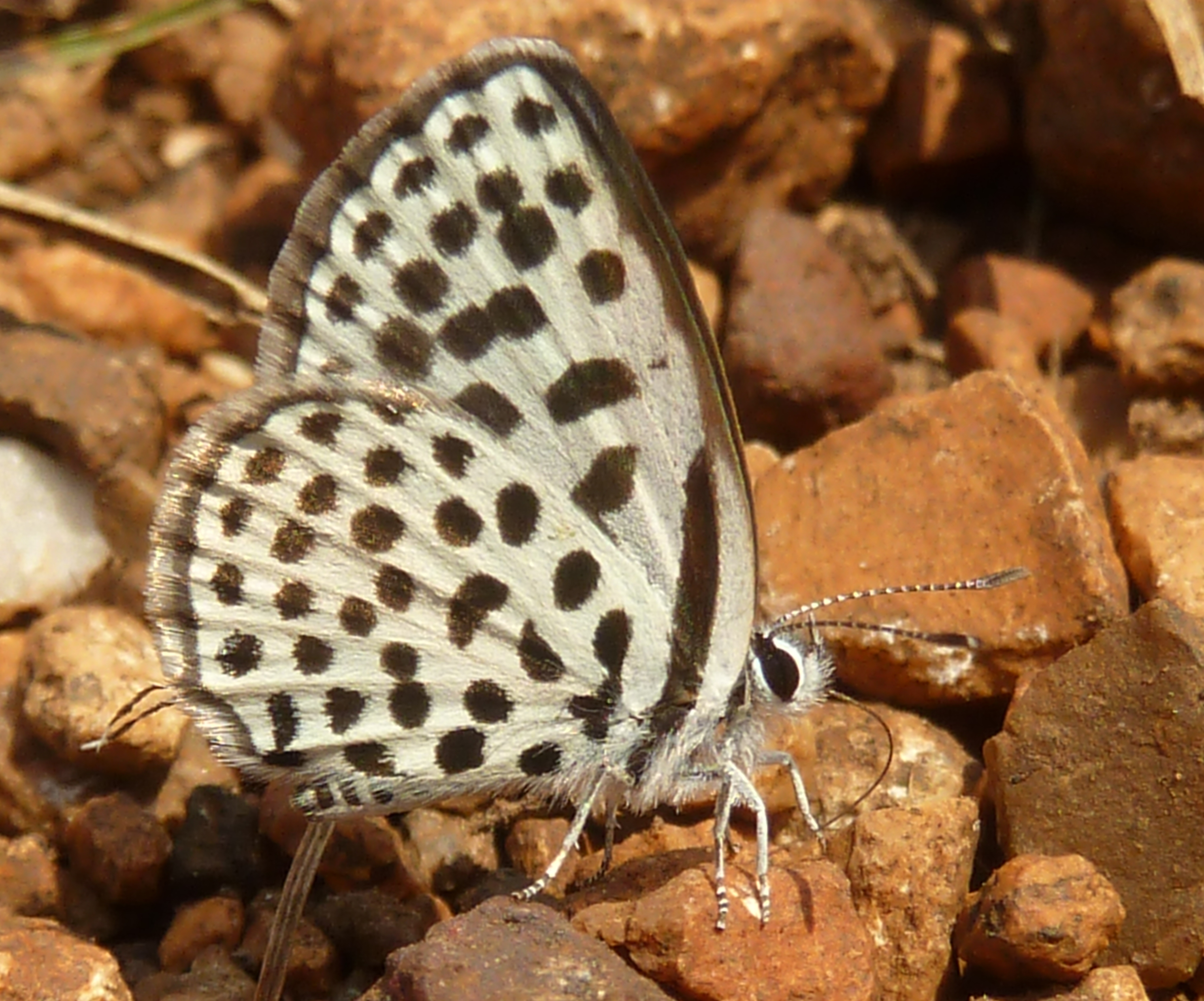
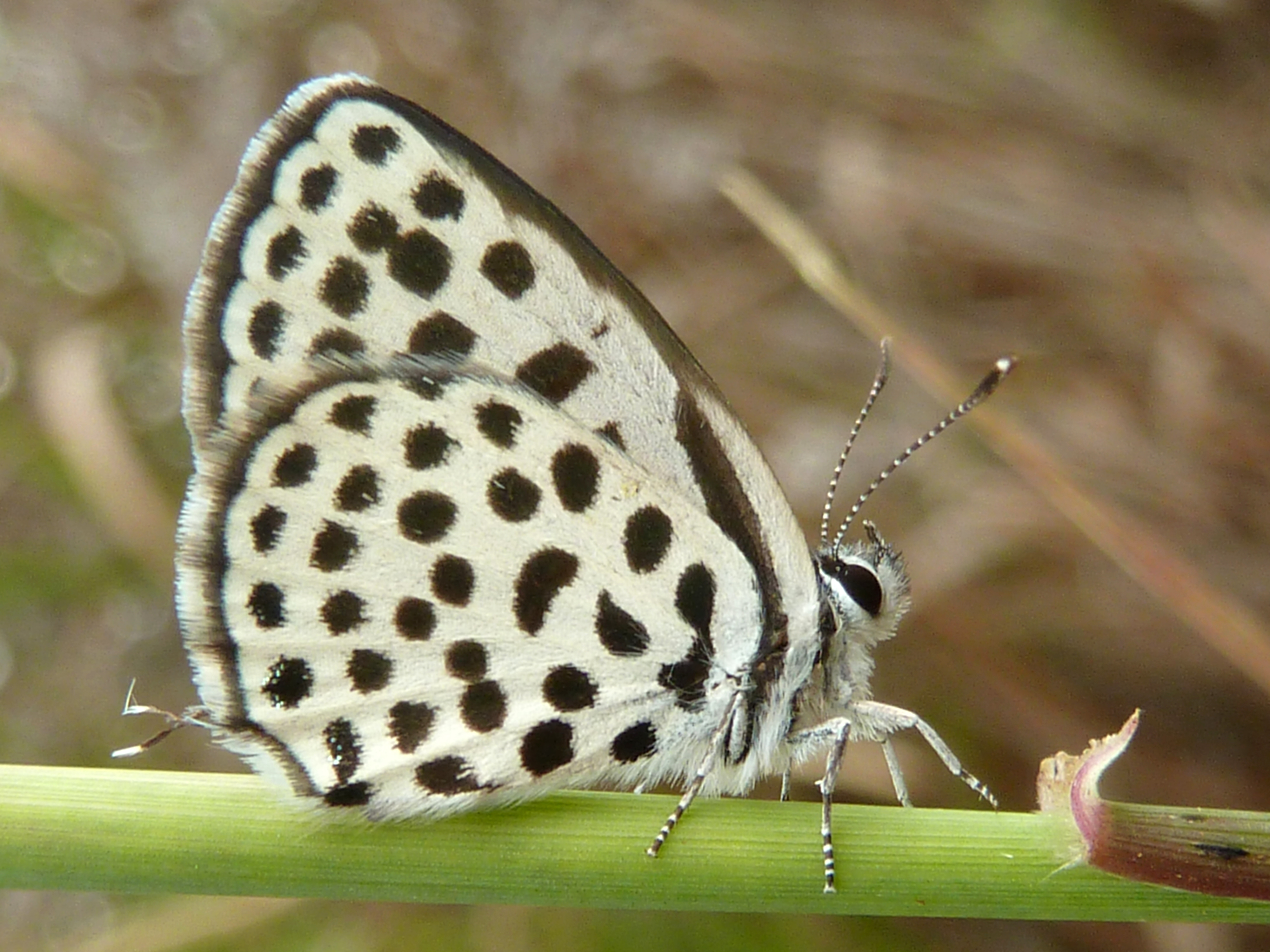